# Бойшовы (гмина)
Бойшовы (пол. Bojszowy) — сельская гмина (волость) в Польше, входит как административная единица в Беруньско-лендзинский повет, Силезское воеводство. Население — 6603 человека (на 2006 год).

## Демография
| Перепись                       | Всего   | Всего | Женщины | Женщины | Мужчины | Мужчины |
| ------------------------------ | ------- | ----- | ------- | ------- | ------- | ------- |
| Единицы                        | человек | %     | человек | %       | человек | %       |
| Население                      | 6603    | 100   | 3307    | 50,2    | 3296    | 49,8    |
| Плотность населения (чел./км²) | 193,8   | 193,8 | 97,39   | 97,39   | 96,42   | 96,42   |

## Соседние гмины
1. Берунь
2. Гмина Кобюр
3. Гмина Освенцим
4. Гмина Медзьна
5. Гмина Пщина
6. Тыхы